# Филипа Габровська
Филипа Габровська (нар. 26 березня 1982) — колишня болгарська тенісистка.
Найвищу одиночну позицію світового рейтингу — 588 місце досягла 31 січня 2000, парну — 493 місце — 2 жовтня 2000 року.
Здобула 2 парні титули туру ITF.

## Фінали ITF

### Парний розряд: 4 (2–2)
| Легенда          |
| ---------------- |
| Турніри $100,000 |
| Турніри $75,000  |
| Турніри $50,000  |
| Турніри $25,000  |
| Турніри $10,000  |

| Фінали за покриттям |
| ------------------- |
| Тверде (0–1)        |
| Ґрунт (2–1)         |
| Трава (0–0)         |
| Килим (0–0)         |

| Результат | W–L | Дата     | Турнір                           | Рівень | Покриття | Партнерка          | Суперниці                              | Рахунок                 |
| --------- | --- | -------- | -------------------------------- | ------ | -------- | ------------------ | -------------------------------------- | ----------------------- |
| Поразка   | 0–1 | Чер 1998 | ITF Бургас, Болгарія             | 10,000 | Тверде   | Димана Крастевич   | Калина Діанкова Antonella Pozzi        | 6–1, 4–6, 2–6           |
| Поразка   | 0–2 | Лип 1998 | ITF Скоп'є, Республіка Македонія | 10,000 | Ґрунт    | Радослава Топалова | Теодора Недева Антоанета Пандєрова     | 3–6, 0–6                |
| Перемога  | 1–2 | Жов 1999 | ITF Софія, Болгарія              | 10,000 | Ґрунт    | Радослава Топалова | Рамона Бут Ліляна Манушевич            | 6–2, 6–0                |
| Перемога  | 2–2 | Жов 2000 | ITF Софія, Болгарія              | 10,000 | Ґрунт    | Neda Mihneva       | Denitsa Alexandrova Virginia Trifonova | 4–1, 2–4, 4–1, 0–4, 4–2 |